# Huttonaea grandiflora
Huttonaea grandiflora är en orkidéart som först beskrevs av Rudolf Schlechter, och fick sitt nu gällande namn av Robert Allen Rolfe. Huttonaea grandiflora ingår i släktet Huttonaea och familjen orkidéer. Inga underarter finns listade i Catalogue of Life.